# Neoseiulus mumai
Neoseiulus mumai är en spindeldjursart som först beskrevs av Denmark 1965.  Neoseiulus mumai ingår i släktet Neoseiulus och familjen Phytoseiidae. Inga underarter finns listade i Catalogue of Life.